# نوكيا E51
' (بالإنجليزية: Nokia E51)‏ هو هاتف محمول من نوكيا، تم طرحه في الأسواق في 2007.

## الخصائص
- الشاشة: 240×320
- الوزن: 100 غرام
- المعالج: 369 ميجا هرتز
- الذاكرة: 130 ميجابايت